# Полюс мира

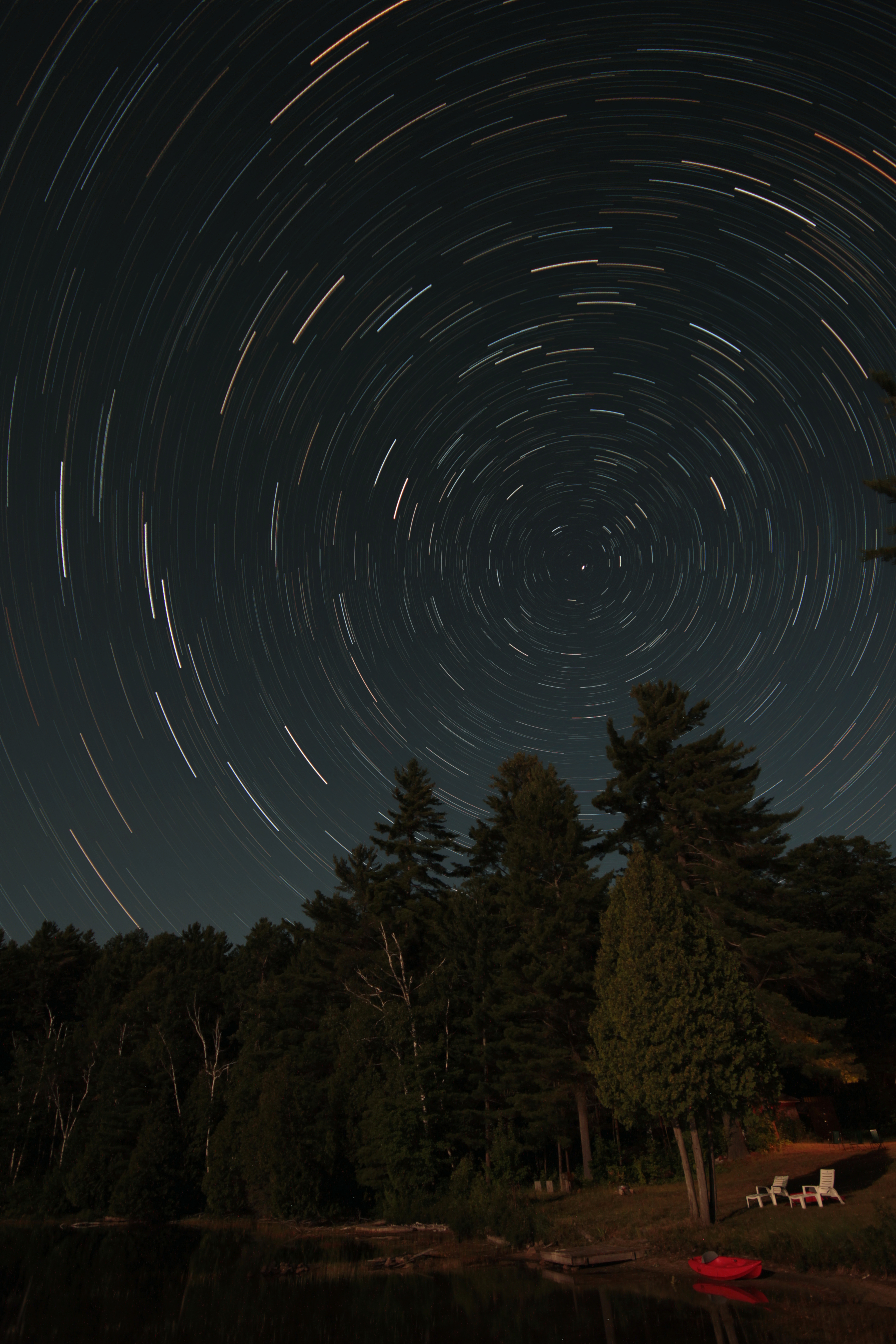
Траектории, описываемые звёздами вокруг «полюса мира» в результате вращения Земли вокруг оси.

Полюс мира — точка на небесной сфере, вокруг которой происходит видимое суточное движение звёзд из-за вращения Земли вокруг своей оси. Направление на Северный полюс мира совпадает с направлением на географический север, а на Южный полюс мира — с направлением на географический юг. Северный полюс мира находится в созвездии Малой Медведицы с поляриссимой — Полярной звездой, южный — в созвездии Октант. В результате прецессии земной оси полюса мира смещаются примерно на 20 угловых секунд в год.
Угловая высота полюса мира над горизонтом равна географической широте местоположения наблюдателя. Полюс мира, расположенный в надгоризонтной части сферы, называется повышенным, другой же полюс мира, находящийся в подгоризонтной части сферы, называется пониженным.